# Klaus-Peter Braun

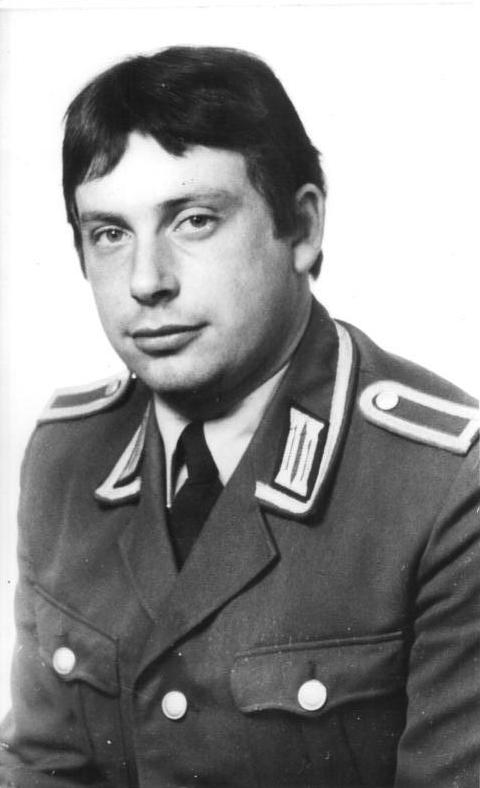
Klaus-Peter Braun

Klaus-Peter Braun (* 21. Oktober 1958 in Bleicherode; † 1. August 1981 bei Rustenfelde) war ein im Dienst getöteter DDR-Grenzsoldat. Braun wurde im Grenzdienst von einem DDR-Grenzsoldaten erschossen, der anschließend in den Westen flüchtete.

## Leben
Klaus-Peter Braun erlernte den Beruf Bergbautechnologe im VEB Kaliwerk „Karl Liebknecht“.
Er verrichtete anschließend einen zehnjährigen Dienst als Berufsunteroffizier bei den Grenztruppen der DDR. Das erste Halbjahr seiner Dienstzeit wurde er an der Unteroffiziersschule der Grenztruppen „Egon Schultz“ in Perleberg ausgebildet. Danach erfolgte die Ernennung zum Unteroffizier und die Versetzung zum Grenzdienst im Grenzregiment 4 „Willy Gebhardt“ / 12. Grenzkompanie mit Sitz in Rustenfelde. Üblicherweise wurden Berufsunteroffiziere in entsprechender Dienststellung nach einem Jahr Truppendienst zum Unterfeldwebel ernannt, nach weiteren 1,5 Jahren dann zum Feldwebel, dem Dienstgrad Brauns zum Zeitpunkt seines Todes.
Am 1. August 1981 war Klaus-Peter Braun auf der Führungsstelle seiner Grenzkompanie (FüSt. Rustenfelde) im Nachtaufzug zur Führung der Grenzsicherung (GSi) im Abschnitt seiner Kompanie eingesetzt. Dabei unterstanden ihm auf der Führungsstelle der 24-jährige Roland H. und wahrscheinlich die Alarmgruppe. Die Führungsstelle war auf einem Beobachtungsturm untergebracht und mit einem Kartentisch sowie Nachrichtengeräten ausgestattet. Diese größeren Türme haben 3 Stockwerke und eine größere Grundfläche als normale Beobachtungstürme. Unten im Turm sind eine Toilette und ein Nachrichtenraum. In der mittleren Etage befinden sich zwei Doppelstockbetten für die Alarmgruppe. Diese besteht in der Regel aus 4 Soldaten. In der obersten Etage ist die eigentliche Führungsstelle untergebracht. Von hier aus führt ein Berufssoldat, in der Regel ein Offizier, den Grenzabschnitt. Um 23:35 Uhr gab es eine Auslösung des Grenzsignalzauns (GSZ) im Hinterland, woraufhin die Alarmgruppe die Führungsstelle mit entsprechenden Befehlen verließ. Überliefert ist, dass Roland H. vorschriftsmäßig seine Waffe aus dem Waffenständer nahm, um mit der Alarmgruppe nach unten zu gehen. Dort verließ die Alarmgruppe die Führungsstelle. Roland H. sollte dann das Gebäude von innen verschließen und wieder zu seinem Postenführer kommen. Klaus-Peter Braun und Roland H. waren nun allein. Soldat Roland H. gab drei Schüsse auf Braun ab, von denen ein Schuss die „Herzspitze durchsetzt[e], Lunge, Magen, Bauchspeicheldrüse und die Aorta im Bauch […]öffnet[e], was zum sofortigen Tod geführt hat“. Roland H. verließ den Beobachtungsturm, lief direkt zum Grenzzaun und überkletterte diesen mit Hilfe seines Tragegestells. Klaus-Peter Braun wurde in seinem Heimatort Bleicherode beigesetzt.

## Aufarbeitung
Postum wurde Braun zum Fähnrich befördert. In der DDR wurde u. a. ein Klubhaus in Bleicherode, ein Kulturhaus in Arenshausen und eine Schule in Günterode nach ihm benannt.
Am 23. Juli 1982 verurteilte das Militärobergericht Leipzig den Täter in Abwesenheit wegen Mord zu einer lebenslangen Freiheitsstrafe. Verteidiger des Angeklagten war Friedrich Wolff. Durch Untersuchungen des gerichtsmedizinischen Instituts der Universität Jena versuchte die Anklage nachzuweisen, dass der Schusskanal des tödlichen Schusses (von vorn, schräg nach unten) nur durch einen Schuss des stehenden Täters auf den am Kartentisch sitzenden Braun zustande kommen konnte, nicht aber im Handgemenge, wie dies im Verfahren in Westdeutschland vorgetragen wurde.
1983 verurteilte das Landgericht Göttingen Roland H. wegen fahrlässiger Tötung zu einer Haftstrafe von einem Jahr, die zur Bewährung ausgesetzt wurde. In der Verhandlung gab der Täter an, dass er den unbewaffneten Braun mit der Kalaschnikow bedroht und seine Flucht angekündigt hätte. Daraufhin sei Braun auf ihn zugekommen und habe den Gewehrlauf festgehalten, woraufhin sich drei Schüsse gelöst hätten. Dem folgte das Gericht.